# Ormenana fusca
Ormenana fusca är en insektsart som beskrevs av Metcalf och Bruner 1948. Ormenana fusca ingår i släktet Ormenana och familjen Flatidae. Inga underarter finns listade i Catalogue of Life.